# Susan Brown
Susan Brown (nacida en 1959) es una escritora y teórica anarquista y feminista canadiense, se considera una individualista filosófica y a la vez anarcocomunista. Brown es más conocida por su texto germinal en inglés La política del individualismo (1993) publicado por Black Rose Press, en el que se hace una distinción entre "individualismo existencial" y "el individualismo instrumental", y examina cómo estas formas se utilizan en el liberalismo (en particular, el feminismo liberal) y el anarquismo. En esta obra afirma que el liberalismo y el anarquismo parten de principios comunes, y que según la interpretación de estos se dan los acercamientos o enfrentamientos entre ambas ideologías. 
Brown ha publicado numerosos artículos sobre la filosofía política del anarquismo y del feminismo, y su trabajo se ha traducido al flamenco, francés, alemán y finlandés. Brown trabaja y vive en Toronto, Ontario, y tiene un doctorado de la Universidad de Toronto.  